# PDF/X
PDF/Xは、国際標準化機構（ISO15930）で定義された標準PDFのサブセット。PDF/Xの目的は、グラフィックの交換を容易にすることであり、標準のPDFには当てはまらない印刷に関連する一連の要求がある。例えば、PDF/X-1aでは、すべてのフォントは埋め込まれる必要があり、すべてのイメージのカラーはCMYKまたは特色である必要がある、など。また、PDF/X-3ではICC付きのRGBカラーにも対応している、などである。
印刷条件または「output intent」は、ファイルの中で定義されている必要がある。これは、「CGATS TR 001 SWOP」のようなコードを用いた標準プロファイルの形式で指定できる。
PDF/Xファイルの中にあるグラフィックは、それぞれ自身のカラープロファイルを取得しており、ファイル全体はCMYKの場合でも、個々のグラフィックは（調整情報の付いた）RGBの可能性がある。
印刷目的であることからも分かる通り、PDF/Xファイルは動的なコンテンツをサポートしない。つまり、フォーム・署名・コメント・音声や動画の埋め込みといった標準PDFの機能は、PDF/Xでは使用できない。

## 参照
- PDF
- PDF/A
- en:PDF/UA
- de:PDF/X ドイツ語版ウィキペディアにはより詳細な情報が載っている